# 梶田隆章
梶田隆章（日语：／ Kajita Takaaki ?，1959年3月9日—），日本國物理學家、天文學家，現任東京大學宇宙射線研究所所長、同研究所附屬宇宙中微子觀測信息融合中心（Research Center for Cosmic Neutrino）負責人、東京大學特別榮譽教授、東大卓越教授，榮獲文化勳章，並被表彰為文化功勞者。
梶田教授受業於知名物理學家小柴昌俊、戶塚洋二，他與戶塚領導的實驗於1998年證實中微子震盪，2002年三人同獲潘諾夫斯基實驗粒子物理學獎。2015年梶田因「發現了中微子震盪，证明了中微子具有質量」與阿瑟·麥克唐納分享諾貝爾物理學獎。

## 早年生活與教育
梶田隆章於1959年3月9日出生在日本埼玉縣。高中時代，他對物理、生物、世界史、日本史和地球科學特別感興趣。1981年從埼玉大學理學部物理學科畢業，1986年獲得東京大學理學博士學位。在東大，儘管對高能物理沒有特別的興趣，但他仍因「不知何故」選擇了小柴昌俊的研究室。
畢業後，梶田隆章留在東大擔任理學部助手，在小柴與戶塚洋二門下學習。從2008年開始，梶田就在東京大學宇宙射線研究所進行研究工作，1992年成為副教授，1999年升為教授，1999年成為所長。他現在（2015年）仍擔任該職。另外，從2007年至今，他還是宇宙物理與數學研究所的主要研究員。

## 職業生涯
戶塚－梶田實驗團隊用神岡探測器對於宇宙射線在地球大氣層散射所產生中微子做測量。1988年，他們發現緲中微子與電中微子的數量比率為理論預言的60%。此一現象稱為「大氣中微子反常」。1994年，同一團隊又發現，這數量比率與天頂角或中微子在地球內部移動距離有關，這意味著中微子振盪。:11-12
為了增進實驗的功能，神岡探測器在1996年被改良提升為超級神岡探測器（Super-K）。1998年，戶塚－梶田實驗團隊在Super-K獲得更多精確實驗數據，從而總結，數量比率的短缺是因為中微子振盪，即宇宙射線在地球大氣層因散射所產生的緲中微子，會在經過地球內部的途中變型為陶中微子:12。這個發現令人信服地證實了中微子振盪的現象，也證實了中微子帶有質量。1998年，梶田在「中微子物理學・宇宙物理學國際會議」首次發表這結果，引起轟動。
仁科芳雄獎專門獎勵在物理學領域做出重大貢獻的優秀科學家。1999年，梶田因為「發現大氣中微子反常」獲得仁科芳雄獎。
美國《今日物理》雜誌的在线编辑查爾斯·戴逸（Charles Day）2014年曾預測，因戶塚洋二已故，梶田可望與阿瑟·麥克唐納分享諾貝爾物理學獎。这预言在翌年得以实现。
由於「發現中微子震盪，並且因此证明中微子具有質量」，麦克唐纳與梶田分享2015年諾貝爾物理學獎。梶田與麦克唐纳的研究結果分別對於大氣中微子問題與太陽中微子問題給出解釋，這揭露了標準模型的一大瑕疵，即中微子必須不帶質量。得知榮獲諾貝爾物理學獎後，在東京大學特別為他舉辦的記者會上，梶田微笑著說：「我帶著擴展人類知識地平線的好奇心從事研究，對這項純科學能成為鎂光燈焦點感到非常高興。」

## 榮譽
- 1987年 - 朝日獎（小柴昌俊代表）[13]

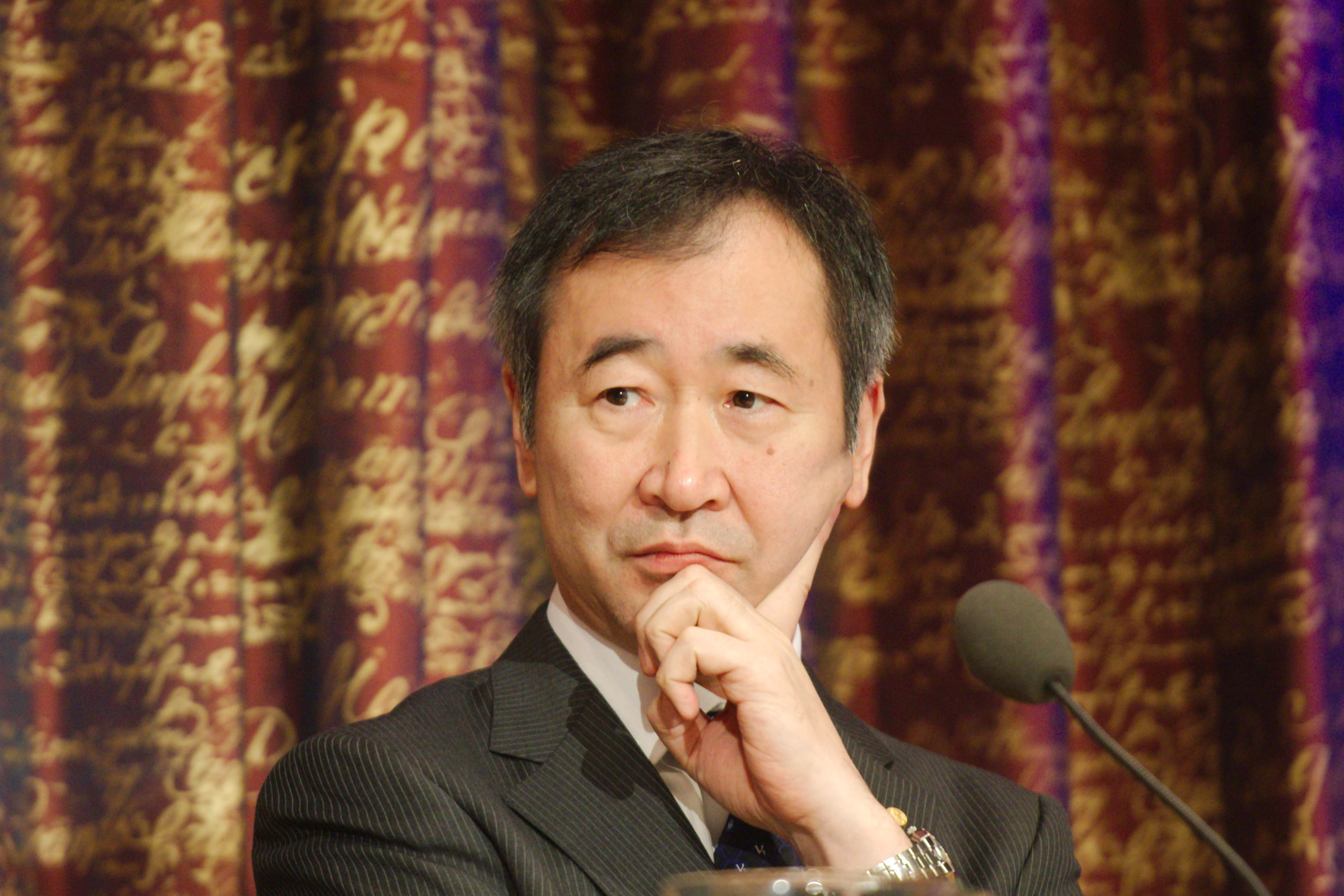
2015年12月7日，梶田隆章在瑞典皇家科學院

- 1989年 - 布魯諾·羅西獎（集體獲獎）
- 1998年 - 朝日獎（戶塚洋二代表）[14]
- 1999年 - 第45回仁科芳雄獎
- 2002年 - 潘諾夫斯基實驗粒子物理學獎（與小柴昌俊、戶塚洋二）
- 2010年 - 第1回戶塚洋二獎
- 2012年 - 日本學士院獎
- 2015年 - 諾貝爾物理學獎
- 2015年 - 文化勳章·文化功勞者[15]
- 2015年 - 柏市民特別功勞獎[16]
- 2015年 - 埼玉縣縣民榮譽獎[17]
- 2016年 - 基礎物理學突破獎（與鈴木厚人等）

## 師承·軼事
- 梶田隆章的獲獎，締造了日本首例「師徒三代獲諾貝爾物理學獎」的紀錄：[註 2]

朝永振一郎（1965年獲獎）＝＞指導小柴昌俊（2002年獲獎）＝＞指導梶田隆章（2015年獲獎）
- 梶田幼時愛讀手塚治蟲的漫畫《铁臂阿童木》，曾立志要當劇中的「御茶水博士」。獲獎翌日，就是其母（梶田朋子）的生日[18]。

## 主要著作
- 平林久・益川敏英・梶田隆章・秋光純・銀林浩・立石雅昭・丸山健人, 『自然の謎と科学のロマン （上）』, 新日本出版社, 2003

### 論文
單人作者
- 「カミオカンデにおける大気ニュートリノ観測の最新結果」, 『日本物理学会誌』, 49(12), 1994
- 「スーパーカミオカンデにおけるニュートリノの観測」, 『日本物理学会誌』, 52(11), 1997
- 「ニュートリノの質量―スーパーカミオカンデの大気ニュートリノ観測から」, 『科学』, 岩波書店, 68(3), 1998
- 「大気ニュートリノの異常とニュートリノ振動」, 『パリティ』, 丸善, 13(3), 1998
- 「ニュートリノ振動の証拠：スーパーカミオカンデにおける大気ニュートリノの観測から」, 『日本物理学会誌』, 53(10), 1998
- 「ニュートリノの質量の発見―素粒子の標準理論を越える物理への第一歩」, 『科学』, 岩波書店, 69(2), 1999
- 「ニュートリノ振動と質量―大気ニュートリノと太陽ニュートリノ」, 『パリティ』, 丸善, 14(4), 1999
- 「ニュートリノや宇宙線をどのように見るか」, 『可視化情報学会誌』, 19, 1999
- 「スーパーカミオカンデにおける大気ニュートリノの観測とニュートリノの質量の証拠」, 『天文月報』, 日本天文学会, 92(8), 1999
- 「巨大地下実験装置「スーパーカミオカンデ」」, 『特殊鋼』, 49(7), 2000
- 「ニュートリノ天文学」, 『学術月報』, 日本学術振興会, 56(2), 2003
- 「大気ニュートリノ振動の発見」, 『日本物理学会誌』, 58(5), 2003

共同作者
- 有坂勝史・藤井忠男・梶田隆章・小柴昌俊ほか, 「陽子崩壊実験Ⅰ：モンテカルロ計算」, 『日本物理学会年会予稿集』, 36(1), 1981
- 有坂勝史・藤井忠男・梶田隆章・小柴昌俊ほか, 「陽子崩壊実験Ⅱ：20インチ光電子倍増管テスト」, 『日本物理学会年会予稿集』, 36(1), 1981
- 中村健蔵・梶田隆章, 「陽子の崩壊―バリオン数の非保存」, 『数理科学』, サイエンス社, 26(11), 1988
- 戸塚洋二・梶田隆章, 「超新星ニュートリノの観測」, 『数理科学』, サイエンス社, 31(1), 1993
- Kearns Edward・梶田隆章・戸塚洋二, 「ニュートリノの質量の発見」, 『日経サイエンス』, 29(10), 1999

## 外部連結
- 梶田隆章在東京大學宇宙射線研究所的網頁 （页面存档备份，存于）
- 诺贝尔奖的壮举和日本的大学教育 / 日语要“消亡”了吗 | Foreign Press Center Japan （页面存档备份，存于）